# 第16陸航旅 (烏克蘭)
第16陸軍航空旅是烏克蘭陸軍的一支陸軍航空部隊，直屬烏克蘭陸軍司令部。

## 歷史
1992年蘇聯解體後，蘇聯陸軍的第119獨立戰鬥直升機團劃歸烏克蘭管轄，在1992年加入烏克蘭武裝部隊。此外，該團1993年10月參加了加入烏克蘭軍隊後的第一次軍演。
1994年8月26日 第119團改編為第3陸軍航空旅，下轄2個直升機中隊。翌年6月，該旅參加了聯合國南斯拉夫維和行動。另外，第3陸軍航空旅參加了“和平夥伴關係計劃”的多國演習。其中，第1直升機中隊長駐在科索沃並接受訓練。在1995年6月至2012年間，該團已參加21次聯合國維和行動。
2003年12月，部隊改建為第3獨立陸軍航空團。
2010年11月，為第3陸航團成立15週年。
第16陸航旅的誔生是第11陸航旅組建計劃的一部分。因此在2012年12月12月，根據烏克蘭武裝部隊總參謀長的指令，第3陸航團改編為第16獨立陸軍航空旅，隸屬於第8集團軍。

### 俄烏戰爭期間
該旅參加了頓巴斯戰爭。在2014年5月2日圍攻斯拉維揚斯克行動期間，該旅的2架Mi-24雌鹿直升機被擊落。同年6月24日，該旅一架Mi-8直升機在斯拉維揚斯克附近被擊落，9人在墜機事件中喪生，其中包括馬祖諾夫·魯斯蘭·奧列克桑德羅維奇 (Мазунов Руслан Олександрович)少校。8月7日，再有一架Mi-8在頓涅茨克地區的別列佐夫 (Березове)被擊落。
2019年5月9日晚，部隊兩架直升機於演習期間在謝斯特里亞京上空相撞，引致五名機組人員死亡，包括時任旅指揮官伊霍爾·雅羅斯拉沃維奇·馬澤帕 (Мазепа Ігор Ярославович)上校
在2022年2月28日2022年俄羅斯入侵烏克蘭期間，第16陸航旅的一架Mi-8直升機在基輔布查區馬卡里夫上空被一枚敵方導彈擊落，導致一名上校、上尉及高級中尉陣亡。

## 榮譽及勳章
- 2015年8月24日烏克蘭獨立24週年紀念日，第16陸航旅獲授予“勇氣和勇氣”榮譽獎。[9]

- 2017年8月23日，該旅被授予榮譽名稱“布羅德”。[10]

## 裝備
部隊配備各種Mi-8、Mi-24、Mi-2直升機，詳情如下:
- Mi-8MT；
- Mi-8MTV；
- Mi-24P；
- Mi-24VP

## 歷任指揮官
- (??? — 2018年) 伊霍爾·維塔利約維奇·亞列緬科 (Яременко Ігор Віталійович)上校
- (2018年—2019年) 伊霍爾·雅羅斯拉沃維奇·馬澤帕 (Мазепа Ігор Ярославович)上校
- (2019年 - ???) 巴爾達科夫·帕夫洛·奧列克西約維奇 (Бардаков Павло Олексійович)